# دونكان تاكر
دونكان تاكر (بالإنجليزية: Duncan Tucker)‏ هو كاتب سيناريو ومنتج أفلام ومخرج أمريكي، ولد في القرن العشرين في أريزونا في الولايات المتحدة.

## وصلات خارجية
- دونكان تاكر على موقع IMDb (الإنجليزية)
- دونكان تاكر على موقع ألو سيني (الفرنسية)
- دونكان تاكر على موقع أول موفي (الإنجليزية)
- دونكان تاكر على موقع قاعدة بيانات الأفلام السويدية (السويدية)
- دونكان تاكر على موقع قاعدة بيانات الفيلم (الإنجليزية)
- دونكان تاكر على موقع كينوبويسك (الروسية)